# Jane Fauntz
Jane Fauntz est une plongeuse et nageuse américaine née le 19 décembre 1910 à La Nouvelle-Orléans et morte le 30 mai 1989 à Escondido.

## Biographie
Aux Jeux olympiques d'été de 1928 à Amsterdam, elle est éliminée en séries du 200 mètres brasse.
Aux Jeux olympiques d'été de 1932 à Los Angeles, elle est médaillée de bronze de plongeon en tremplin à trois mètres.
Elle intègre l'International Swimming Hall of Fame en 1991.
Elle est la femme du joueur de football américain Edgar Manske (en).